# Cortitxelles
Cortitxelles, és una caseria del municipi de Torís (Ribera Alta), a l'extrem occidental del terme, a la partida rural de Calabarra, al nord de la serra de Montserrat i al nord-est de la masia de Calabarra, a la valleta que forma el barranc de les Blasques o de Cortitxelles, afluent del barranc de Torrent o rambla del Poio. La seua singular situació geogràfica el fa fora de vall del riu Magre o dels Alcalans.
Cortitxelles és una caseria construïda durant els anys 50 i destinada per als afectats per la construcció del pantà d'Alarcón, però que finalment va ser ocupat pels retornats del Marroc en la dècada dels seixanta.
L'Institut Nacional de Colonització va adquirir en virtut del Decret de 23 de juliol de 1942, la finca i Masia de Cortitxelles i altres de xicoteta extensió dels voltants, als termes municipals de Torís, Godelleta i Torrent, per a la instal·lació de diversos veïns de Valverde de Júcar (Conca) afectats per la construcció del pantà d'Alarcón. Tot el conjunt dels terrenys formaren el que es denominà nucli de Cortitxelles, i les millores per tal d'augmentar la productivitat dels terrenys, van consistir en la transformació en regadiu mitjançant la captació d'aigües, la sistematització del terreny i la construcció del poblet per a instal·lar una trentena de colons. Es va construir l'ajuntament, l'església, les escoles, un pont d'accés al poble salvant el barranc de les blasques…
Actualment, les comunicacions han millorat un poc, però encara hi ha diversos problemes lligats al seu aïllament geogràfic, en l'abastiment d'aigua potable entre altres coses. Amb uns 46 habitants (2008) censats -la seua població es triplica durant els mesos d'estiu- Cortitxelles és un poblet tranquil d'amples carrers enjardinats amb l'arquitectura típica de cases blanques dels pobles de nova creació de l'època, com Marines, Sant Antoni de Benaixeve, Loriguilla… envoltat per terrenys de secà i pinedes.

## Imatges

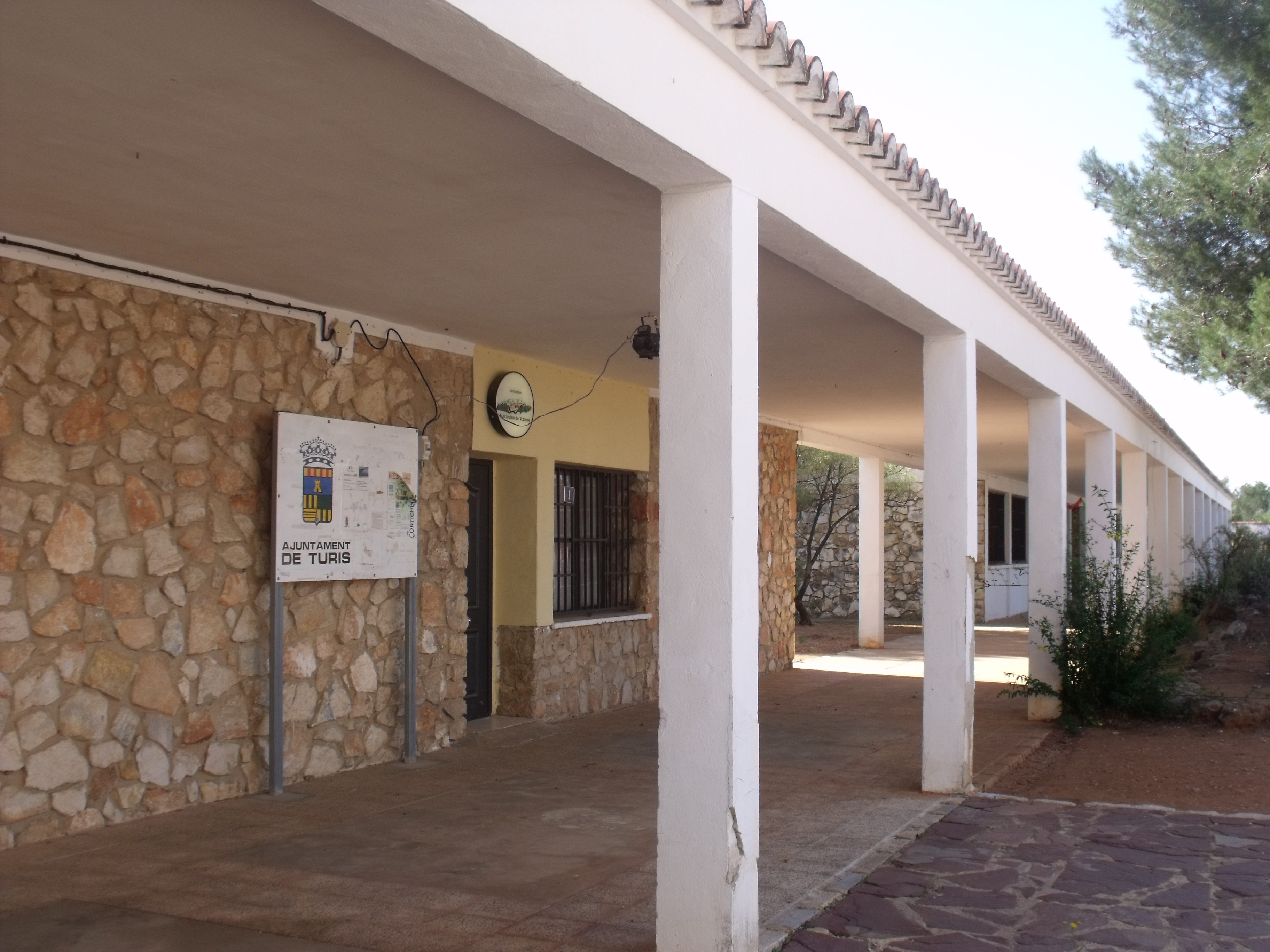
Edifici públic, en 2014 seu de l'associació de veïns.
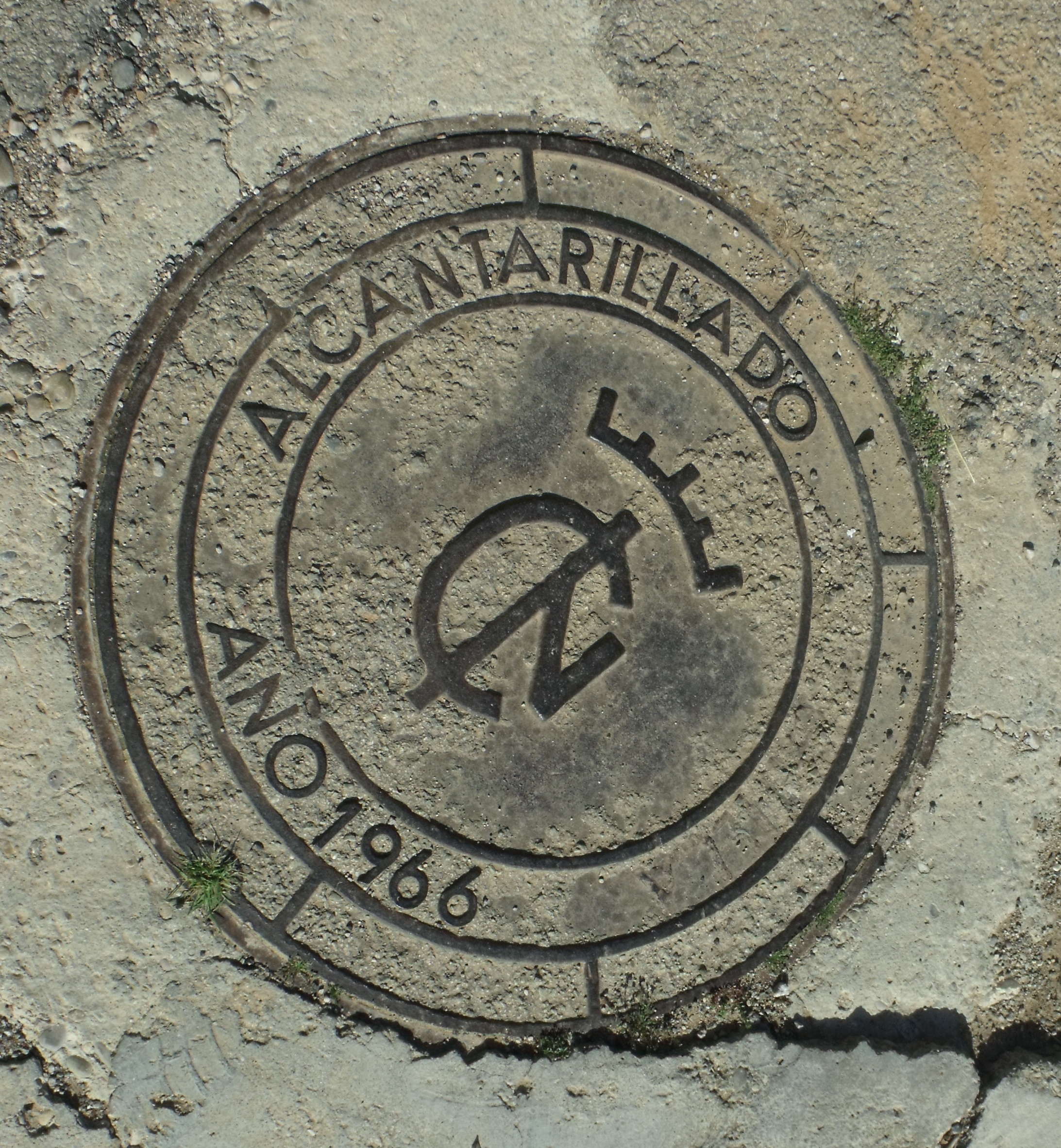
Clavegueram amb el distintiu de l'Institut Nacional de Colonització.
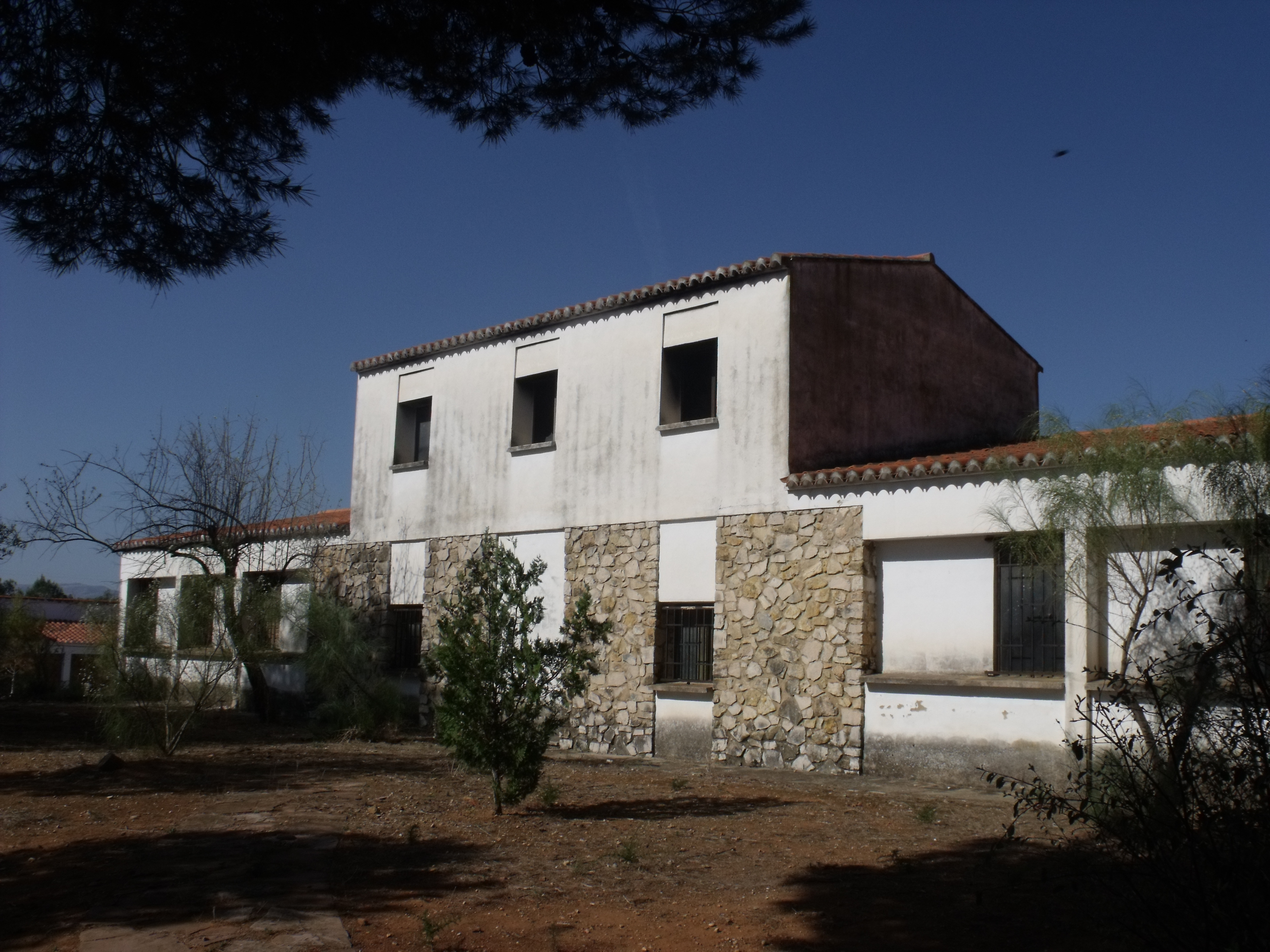
Antiga escola.
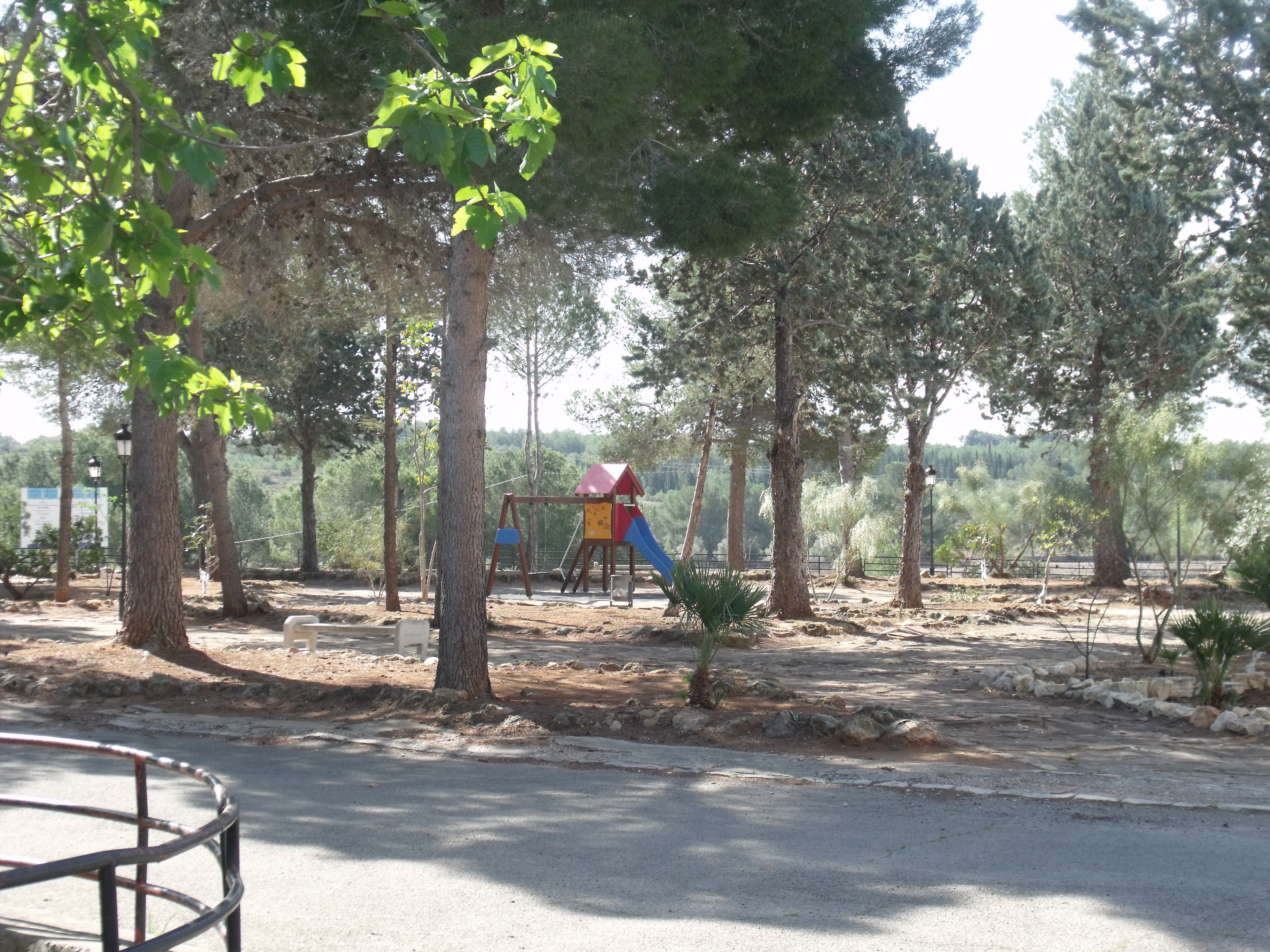
Parc a la Plaça de Llevant.
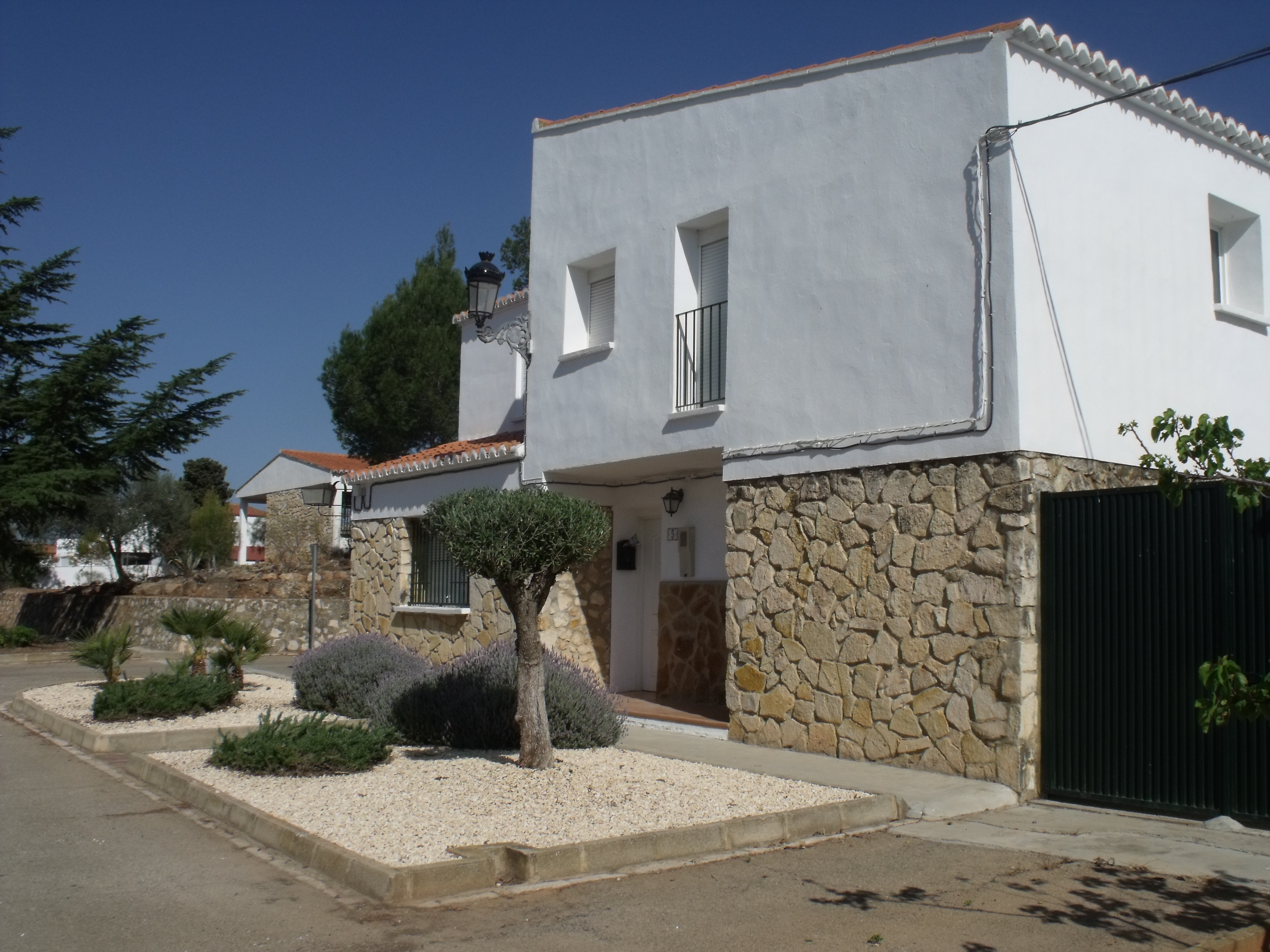
Una casa estàndard.
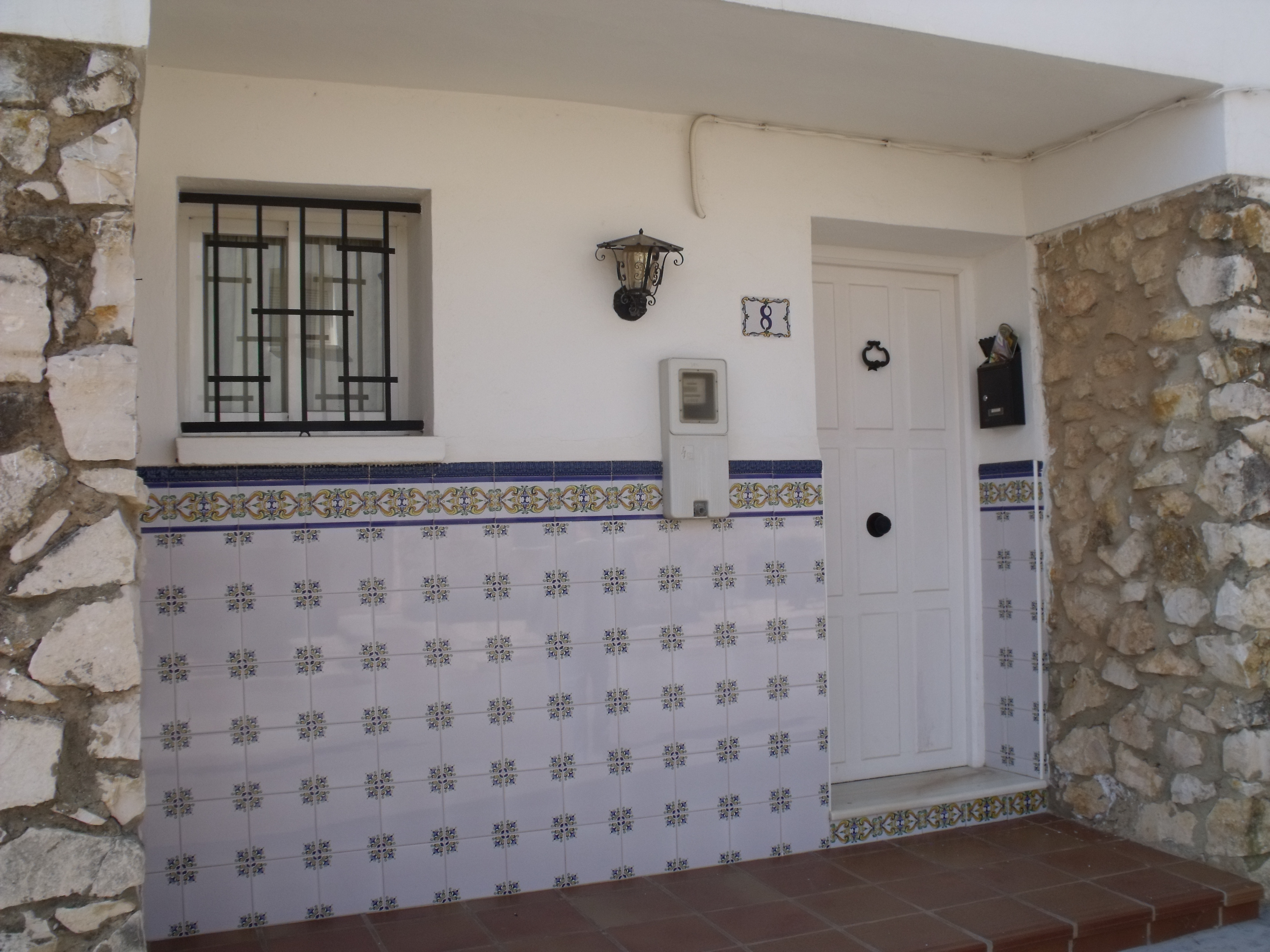
Casa decorada amb rajoles.
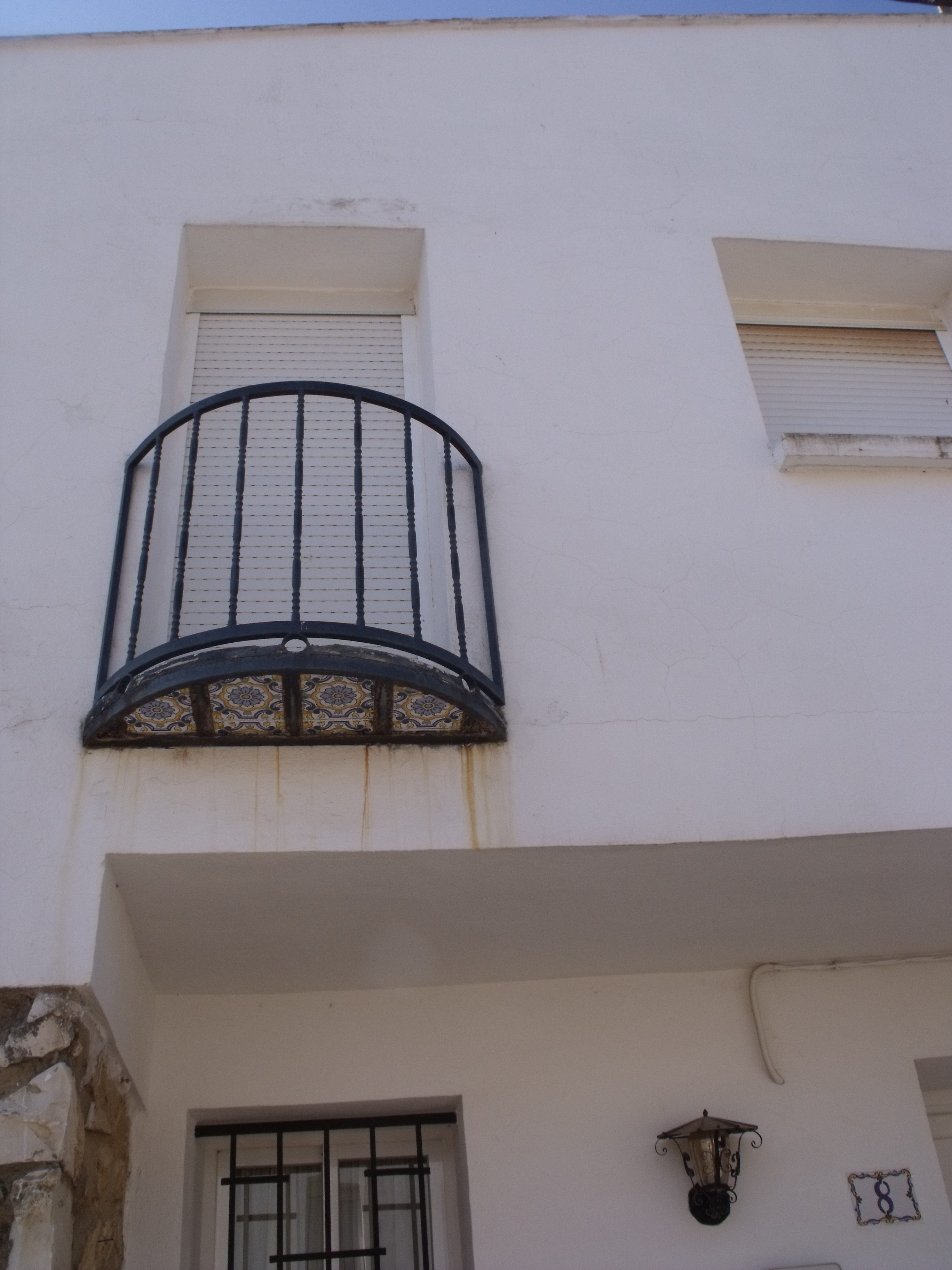
Balcó modificat.